# First Kill
First Kill is Nederlandse documentaire uit 2001, geregisseerd door Coco Schrijber en geproduceerd door Lemming Film.
In First Kill draait het om de psychologie van oorlogsvoering. Aan de hand van belangrijke breekpunten  uit de Vietnamoorlog wordt onderzocht wat oorlog doet voor het menselijk lichaam en de geest. De documentaire bestaat uit interviews met Michael Herr en Vietnam-veteranen. De diepte-interviews geven zicht in de tegengestelde gevoelens die gepaard gaan met geweld, zoals angst, haat, verleiding en plezier. 
In 2002 werd de documentaire bekroond met de Prijs van de Nederlandse filmkritiek